# Eudonia thyellopis
Eudonia thyellopis là một loài bướm đêm trong họ Crambidae.